# Jérôme Tichit
 (octobre 2024).
Si vous disposez d'ouvrages ou d'articles de référence ou si vous connaissez des sites web de qualité traitant du thème abordé ici, merci de compléter l'article en donnant les références utiles à sa vérifiabilité et en les liant à la section « Notes et références ».
Jérôme Tichit, né le 28 décembre 1969, est un journaliste français. Il est essentiellement connu pour avoir présenté l'émission de France 2 Pyramide en qualité de maître-mot, de septembre 2000 à juillet 2003. En 2024, il est journaliste à BFM Business.

## Biographie
Jérôme Tichit est originaire de la Lozère, du Gard et de Clermont-Ferrand.
Diplômé de Sciences Po Lyon (où il a Luc Ferry pour professeur de philosophie) et de l'Institut pratique du journalisme, il débute à la rédaction de France 3 et collabore à plusieurs magazines sur La Cinquième et à Paris Première. 
Il rejoint M6 en 1994 en qualité de journaliste et devient présentateur des journaux "M6 Express" (matin) et "6 minutes" (week-end), en 1998. Depuis 2000, il réalise la plupart des vidéos de communication interne et externe du Groupe M6 ainsi que des vidéos institutionnelles pour le compte du groupe. Il anime aussi des soirées (remises de prix, différentes cérémonies). Il est surtout connu du grand public pour avoir été l'un des deux Maîtres-Mots de la célèbre émission "pyramide" sur France 2. Il avait précédemment participé à cette émission en 1997, avant de s'imposer l'année suivante aux Masters, où il avait affronté en demi-finale Claire Gautraud qui deviendra elle aussi maître-mot du jeu.
Depuis juillet 2001, il est également journaliste à BFM où il présente les journaux du week-end.
En 2010 et 2011, Jérôme Tichit collabore à nouveau avec France Télévisions. Il réalise les reportages de la série d'émissions Tous vos amis sont là.
À partir du 29 juillet 2011, il effectue des remplacements au poste de présentateur sur BFMTV.
Depuis 2012, il est enseignant à l'IPJ, l'école de journalisme dont il est diplômé.